# Суйак

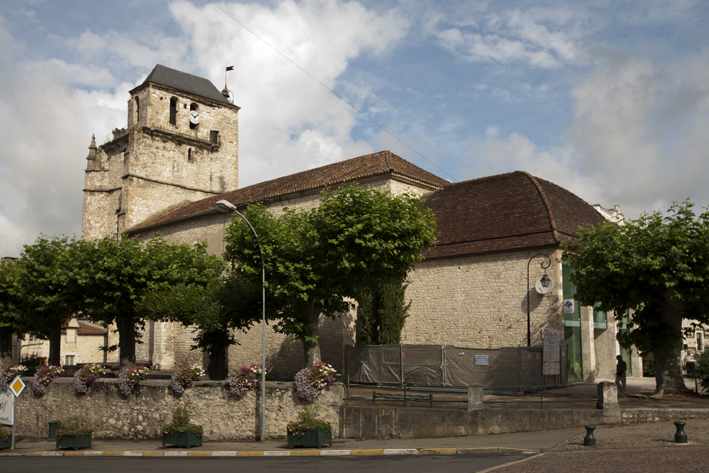
Церковь Сен-Мартин

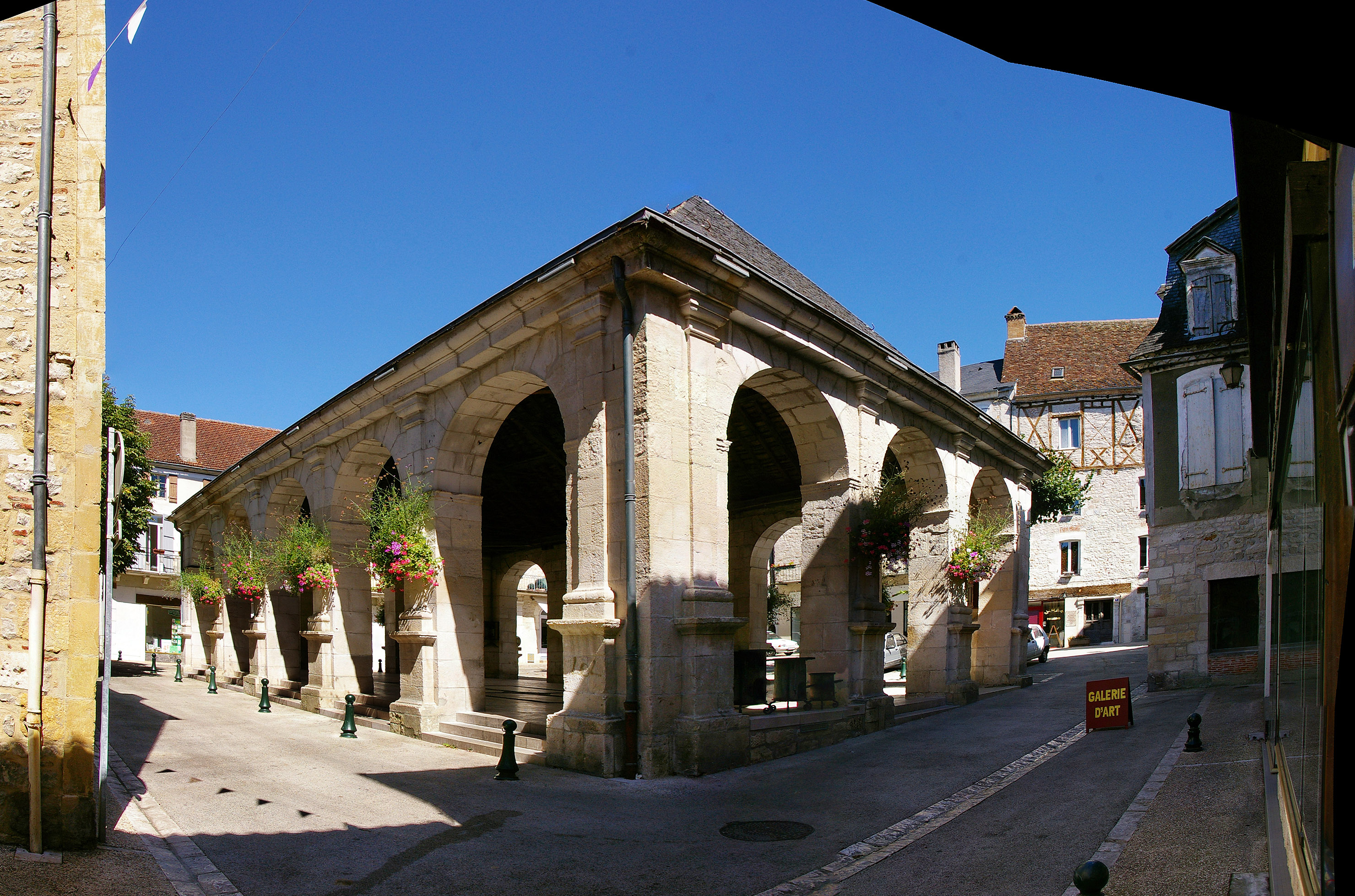
Market Hall

Суйак (фр. Souillac) — муниципалитет во Франции в регионе Юг-Пиренеи, департамент Ло. Лежит между реками Дордонь и Боррез в Верхнем Керси.
Население — 3 199 человек (2022), площадь департамента — 25,92 км². Плотность населения — 135 чел/км².
Муниципалитет расположен на расстоянии около 450 км к югу Парижа, 145 км севернее Тулузы, 63 км к северу от Каора и 37 км к югу от Брив-ла-Гайарда.

## Демография
| Год       | 1962  | 1968  | 1975  | 1982  | 1990  | 1999  | 2006  | 2011  |
| Население | 3 209 | 3 630 | 3 845 | 3 570 | 3 459 | 3 671 | 3 970 | 3 808 |

## История
Суйак вырос вокруг бенедиктинского монастыря, который был основан около 655 года, а в XVI веке превратился в аббатство. Влияние Суйака распространялось на 150 окрестных приоратов, но позднее он стал центром торговли и коммерции, куда товары доставлялись на баржах, пока в XIX веке не построили железную дорогу.
Монастырская церковь Сент-Мари, имеющая в плане латинский крест и увенчанная тремя куполами, которые опираются на каменные колонны, была построена в XI—XII веках. Церковь выполнена в строгом романо-византийском стиле по образцу собора Святой Софии в Стамбуле.

## Достопримечательности

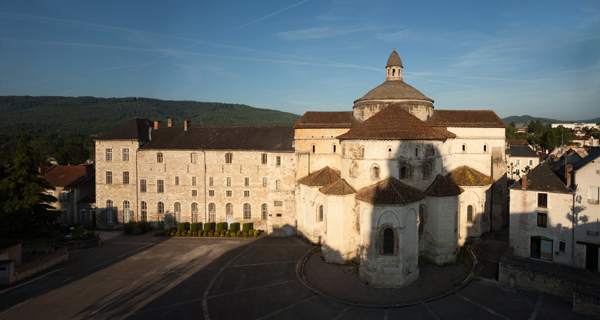
Аббатство Сент-Мари

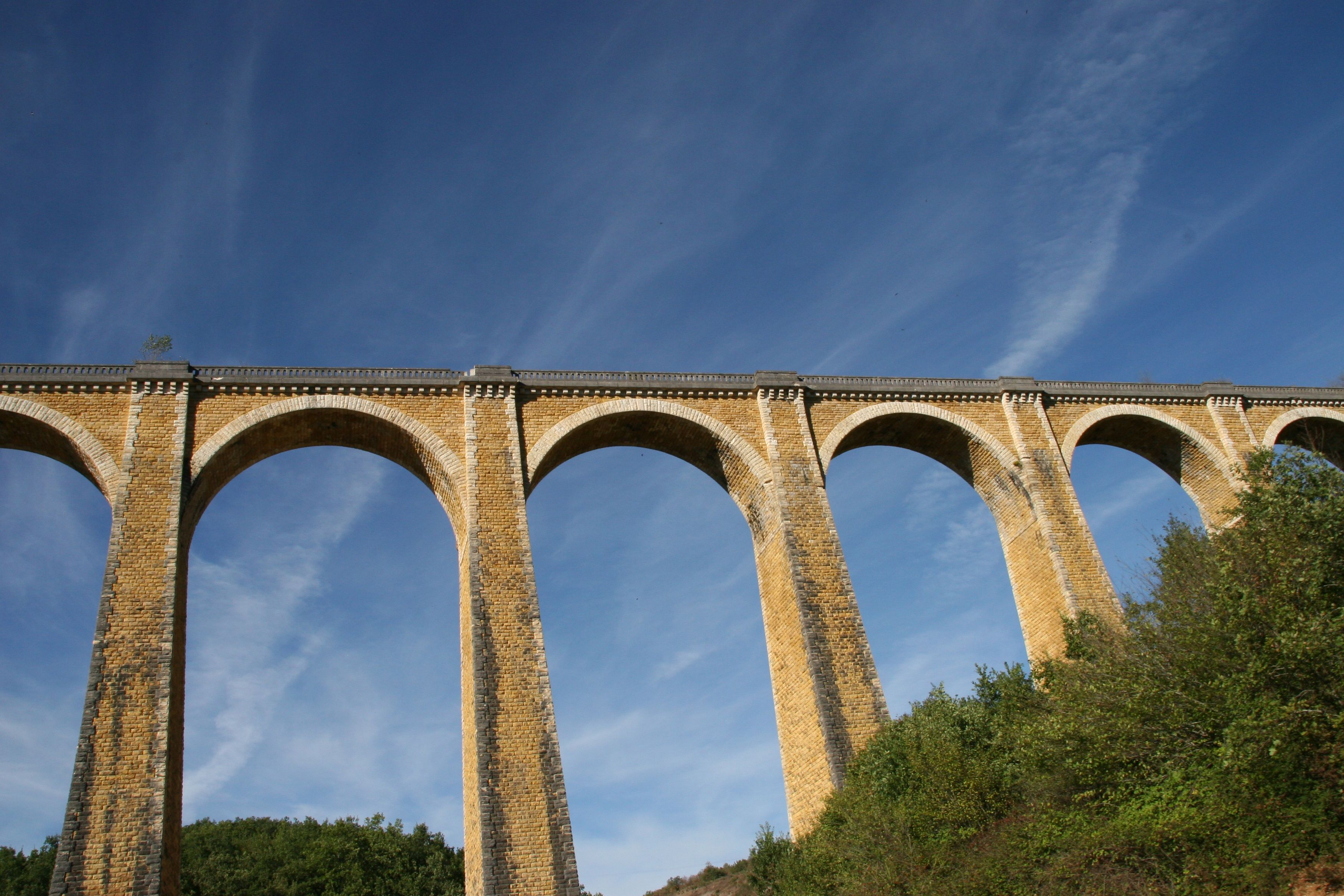
Виадук Bramefond

- Романо-византийская церковь аббатства Сент-Мари (с 1840 г. признана историческим памятником) с богато украшенным порталом (1125). Главные достопримечательности церкви — ворота, которые в XVII в. были повернуты таким образом, что их внешняя сторона оказалась обращена внутрь храма, и декоративная резьба XII в. Особенно примечательны колонны, покрытые резными фигурами животных и людей, сошедшихся в жестокой битве. Пророк Исайя изображен здесь на редкость энергичным.
- Железнодорожный мост (Виадук-де-ла-Боррезе) приблизительно 570 метров длиной (1881—1885), построенный из кирпича и шлифованного камня. С 1990 является историческим памятником.
- Остатки фортификационных сооружений.
- Музей игровых автоматов, собрание которого насчитывает 3000 экспонатов, открылся в 1988 г. в саду аббатства; это крупнейший музей такого рода в Европе.
- В 11 км к юго-востоку от Суйака находятся пещеры Лакав, открытые в 1902 г. Сначала на миниатюрном поезде, а затем на лифте посетители перемещаются по галереям, общая длина которых составляет 1,6 км, и осматривают десятки пещер. Сталактиты и сталагмиты самых причудливых форм, в том числе напоминающие фантастических животных, делают эти пещеры одними из самых красивых во Франции.